# Rogers Cup 2007
Rogers Cup 2007 — ежегодный профессиональный теннисный турнир в серии ATP 1000 для мужчин и 1-я категории WTA для женщин. Соревнование традиционно проводится на открытых хардовых кортах. Мужской турнир в этом году проводился в Монреале, а женский — в Торонто. Соревнования прошли с 5 по 12 августа для мужчин и с 13 по 20 августа для женщин.
Прошлогодние победители:
- мужской одиночный разряд —  Роджер Федерер
- женский одиночный разряд —  Ана Иванович
- мужской парный разряд —  Боб Брайан /  Майк Брайан
- женский парный разряд —  Мартина Навратилова /  Надежда Петрова

## Соревнования

### Мужчины одиночки
Новак Джокович обыграл  Роджера Федерера со счётом 7-6(2), 2-6, 7-6(2).
- Джокович выигрывает 4й титул в сезоне и 6й за карьеру в основном туре ассоциации.
- Федерер сыграл свой 7й финал в сезоне и 65й за карьеру в основном туре ассоциации.

### Женщины одиночки
Жюстин Энен обыграла  Елену Янкович со счётом 7-6(3), 7-5.
- Энен выигрывает 6й титул в сезоне и 35й за карьеру в туре ассоциации. На этом турнире она побеждает во 2й раз (до этого в 2003 году).
- Янкович сыграла свой 7й финал в сезоне и 12й за карьеру в туре ассоциации.

### Мужчины пары
Махеш Бхупати /  Павел Визнер обыграли  Кевина Ульетта /  Пола Хенли со счётом 6-4, 6-4.
- Бхупати выигрывает свой 1й в сезоне и 40й за карьеру парный титул в основном туре ассоциации. На этом турнире он побеждает во 4й раз (до этого в 1997, 2003-04 годах).
- Визнер выигрывает свой 3й в сезоне и 15й за карьеру парный титул в основном туре ассоциации. Это его дебютный титул на турнирах серии Мастерс.

### Женщины пары
Катарина Среботник /  Ай Сугияма обыграли  Кару Блэк /  Лизель Хубер со счётом 6-4, 2-6, [10-5].
- Среботник выигрывает 3й парный титул в сезоне и 16й за карьеру в туре ассоциации.
- Сугияма выигрывает 1й парный титул в сезоне и 34й за карьеру в туре ассоциации.